# Orgères-en-Beauce
Orgères-en-Beauce é uma comuna francesa na região administrativa do Centro, no departamento Eure-et-Loir. Estende-se por uma área de 15,28 km². Em 2010 a comuna tinha 1 043 habitantes (densidade: 68,3 hab./km²).